# Al-Zamakhshari
Abū al-Qāsim Mahmūd ibn ʿUmar ibn Muḥammad ibn ʿUmar al-Khawārizmī al-Zamakhsharī (أبو القاسم محمود بن عمر بن محمد بن عمر الخوارزمي، الزمخشري), (8 mars 1075-14 juin 1144), appelé simplement al-Zamakhshari et surnommé Jār Allah (جار الله, en français : « Le voisin de Dieu »), était un grammairien de l'Asie Centrale et un théologien musulman hanafite motazilite. Il est né à Zamakhshar dans le Khwarezm, actuel Uzbekistan mais vécut principalement à Boukhara, Samarkand et Bagdad.
Il est renommé pour son exégèse (tafsīr) du Coran al-Kashshāf (الكشاف, en français : « Le Révélateur » ou « Le Dévoileur »), qui est riche sur le plan linguistique mais néanmoins très critiquée pour ses nombreuses allusions au Mutazilisme. Sa méthode de commentaire, fondée sur l'étude de la rhétorique, doit beaucoup à l'influence du linguiste al-Jurjani (1010-1078).
Bien qu’il écrivît des œuvres en langue persane, il était un ardent soutien de la langue arabe et un opposant au mouvement Shu'ubiya.

## Œuvres
- Al-Kaššāf (en) (الكشاف), exégèse du Coran
- Rabiʿ al-abrār wa fuṣūṣ al-aẖbār (ربيع الأبرار وفصوص الأخبار)
- Asās al-balāġaẗ (en)(أساس البلاغة), sur la rhétorique
- Al-Rāʾid fī ʿilm al-farāʾiḍ (الرائد في علم الفرائض)
- Kitab-Fastdar-Nahr
- Muajjam-ul-Hadud
- Manha Darusul
- Dīwān al-Zamaẖšarī (ديوان الزمخشري)
- Sawaer-ul-Islam
- Muqaddimat al-Adab (مقدمة الأدب) (dictionnaire arabe/khwarezmien)
- Kitāb al-amkinaẗ wa-l-ǧibāl wa-l-miyāh (کتاب الامکنة والجبال والمیاه), sur la géographie
- Kitāb al-mufaṣṣal fī al-naḥw (كتاب المفصل في النحو), sur la grammaire arabe
- Al-mustaqṣa fī amṯāl al-ʿarab (المستقصى في أمثال العرب), sur les proverbes arabes
- Al-mufaṣṣal fī ṣinaʿaẗ al-iʿrāb (المفصل في صنعة الإعراب (ar)) sur la grammaire et la syntaxe